# Prêt sur gage
 (mars 2025).
Si vous disposez d'ouvrages ou d'articles de référence ou si vous connaissez des sites web de qualité traitant du thème abordé ici, merci de compléter l'article en donnant les références utiles à sa vérifiabilité et en les liant à la section « Notes et références ».

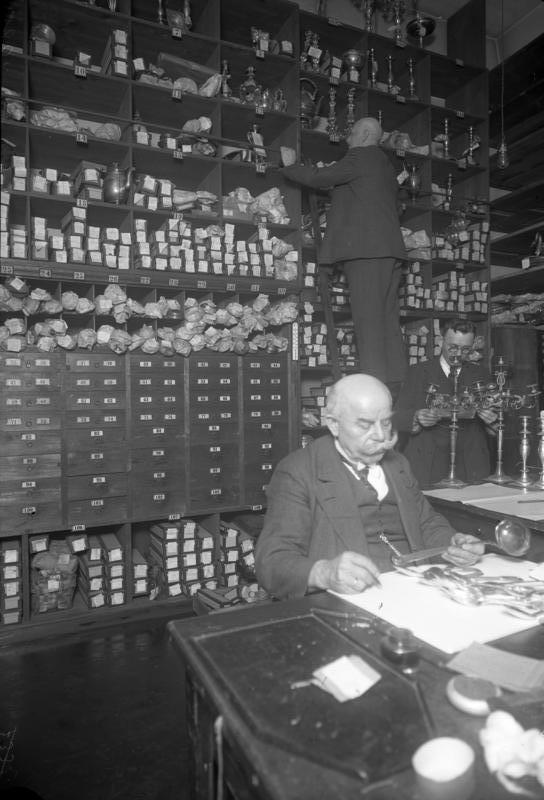
Prêteurs sur gage à Berlin en 1931.

Un prêt sur gage est un prêt accordé en échange du dépôt d'un bien en garantie ; son montant est proportionnel à la valeur de ce bien.
Le prêt sur gage existe en Chine depuis plus de 2000 ans. Il apparaît en Europe au Moyen Âge, à Freising, en Allemagne, où le premier établissement de prêt sur gage est fondé en 1198[réf. nécessaire].

## Fonctionnement
En France, les caisses de crédit municipal ont le monopole du prêt sur gage.
Les objets mis en gage sont estimés par des experts. Le prêt représente 50 à 70 % de la valeur estimée de l'objet sur le marché des ventes aux enchères publiques. La somme d'argent est remise immédiatement, après établissement d'un contrat. Le bien peut être récupéré à tout moment, en remboursant le montant du prêt et les intérêts,. Si le prêt n'est pas remboursé sous deux ans maximum, l'objet est vendu aux enchères. 
En Suisse, les caisses de prêt sur gage sont régies par les articles 907 à 914 Code civil Suisse du 10 décembre 1907. Les modalités et les conditions d'octroi des autorisations de prêt sur gage sont régies par le droit cantonal.
Comme chaque canton décide par lui-même, selon les gouvernements chacun a opté pour une organisation propre. Il existe différentes formules.
- À Genève, un établissement de droit public gère la Caisse Publique de Prêts sur Gages (CPPG)[4], cela depuis 1872.

- À Zürich, le service a été délégué à une filiale de la Banque cantonale de Zürich.

- Dans le canton de Vaud, le Conseil d’État a décidé de laisser le marché libre soumis à autorisation de la police du commerce.